# Utricularia menziesii
Utricularia menziesii ist eine Pflanzenart aus der Gattung der Wasserschläuche (Utricularia) innerhalb der Familie der Wasserschlauchgewächse (Lentibulariaceae). Diese Fleischfressende Pflanzenart (Karnivore) lebt terrestrisch. Dieser Endemit kommt nur im australischen Bundesstaat Western Australia vor.

## Merkmale
Utricularia menziesii ist eine mehrjährige, terrestrische Pflanze von kompaktem, rosettenförmigen Wuchs. Sie bildet zahlreiche, unverzweigte Rhizoide mit einer Dicke von etwa 0,1–0,2 mm. Stolone werden keine gebildet, dafür entspringt die Pflanze kleinen, eiförmigen Knollen von 5,0 bis 15 mm Länge. Die Laubblätter erscheinen zahlreich und wachsen dicht gedrängt nahe der Basis. Ihre Stiele sind recht lang, die einnervige Lamina ist eiförmig und fleischig, die Gesamtlänge des Laubs beträgt bis 2–4 cm.
Die Fallen erscheinen in großer Zahl und entspringen wie die Laubblätter dem zentralen Vegetationspunkt. Sie sind langgestielt, schräg-eiförmig und ihre Größe schwankt zwischen 0,6 und 1,6 mm. Die Öffnung sitzt frontal und je links und rechts der Klappe befindet sich ein bewimperter Flügel. Auch an der Bauchseite sitzen zwei bewimperte Flügelleisten.
Der Blütenstiel wächst stramm aufrecht, ist von einfachem Bau und unverzweigt. Er wird 3–7 cm lang, der Stiel ist im Querschnitt rund, 1,0 mm dick und glatt. Die Brakteen sind an ihrer Basis verwachsen, oval und etwa 3,0–4,0 mm lang. Die Blüten erscheinen einzeln. Die Kelchblätter sind leicht schmal-oval und beide etwa 4,0 mm lang. Das obere Kelchblatt ist breit-eiförmig und weist eine leicht eingeschnittene Spitze auf, das untere Kelchblatt ist kreisrund und ganzrandig. Die Blütenkrone ist 1,5–2,5 cm lang und kräftig rot gefärbt und weist eine gelbe Markierung nahe der Basis der Unterlippe auf. Die obere Blütenlippe ist oberhalb ihrer Mitte stark eingeschnürt, an ihrer Basis ist sie breit-eiförmig, oberhalb der Einschnürung ist sie schmal-eiförmig mit eingeschnittener Spitze. Die Unterlippe ist verkehrt-elliptisch, an ihrer Basis weist sie prominente, parallel verlaufende Furchen auf. Der Blütensporn ist kegelförmig, stumpf zulaufend, leicht oder stark nach vorn hin gekrümmt und doppelt bis viermal so lang wie die Unterlippe.
Die Blütezeit reicht von Juni bis September.
Die Kapselfrucht ist kugelig bis breit-eiförmig, ihr Durchmesser beträgt ca. 2,5–3,0 mm; die Kapselwände sind von feister Struktur. Die Samen sind breit-eiförmig und etwa 0,3–0,35 mm groß.

## Vorkommen
Utricularia menziesii gedeiht nur in Western Australia in den Feuchtgebieten von Cockleshell Gully (ca. 200 km nördlich von Perth) bis zur Orleans Bay. Dort wächst sie in sandigen Böden oder in Moospolstern zwischen nassem Felsen.

## Systematik
Utricularia menziesii wird der Sektion Pleiochasia zugeordnet.

## Nachweise
1. 1 2 3 4 5 6 7  Peter Taylor: The Genus Utricularia. A Taxonomic Monograph (= Kew Bulletin. Additional Series. 14). Royal Botanic Gardens – Kew, London 1989, ISBN 0-947643-72-9, S. 94–95.
2. ↑  Utricularia menziesii in der Florabase: the Western Australia Flora (englisch)